# Estadio de Olimpia

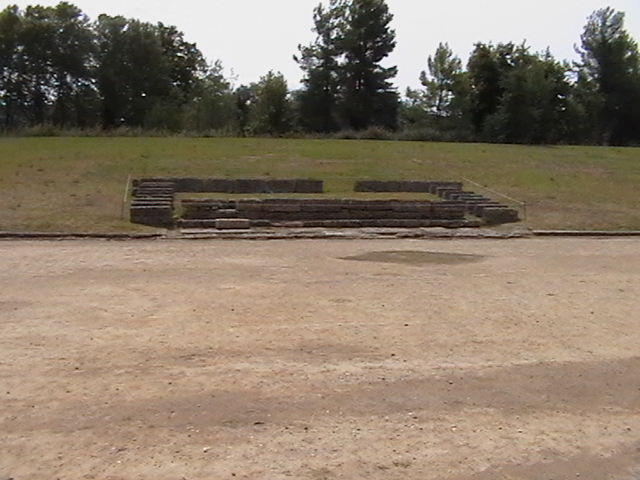
La exedra (plataforma de piedra) en la que se sentaban los jueces, ubicada en el lado sur del estadio

El estadio del sitio arqueológico de Olimpia (Grecia) está situado al este del santuario de Zeus. Era el lugar donde se celebraban muchos de los eventos deportivos de los Juegos Olímpicos de la Antigüedad.
Para los antiguos griegos, el estadio era un lugar sagrado, ya que era en él donde se realizaban las actividades deportivas dedicadas al dios Zeus. Originalmente, el estadio se encontraba dentro del témenos, y los espectadores podían seguir las carreras desde las laderas del monte Cronos. Su ubicación se fue trasladando paulatinamente hacia el este hasta que llegó a su actual situación a principios del siglo V a. C. El estadio está comunicado con el santuario por un pasaje con bóveda de piedra.
La longitud de la pista es de 192,27 metros. La longitud total del estadio es de 212,54 m (697,3 pies) de largo y 28,5 m (94 pies) de ancho, y está rodeado por bancales de hierba. Los asientos estaban hechos de barro, y en la ladera sur había una plataforma de piedra, la exedra, en la que se sentaban los helanódicas (jueces). Enfrente, en la parte norte, había un altar dedicado a Démeter. El estadio tenía un aforo de 50 000 espectadores.
Los Juegos se celebraron entre el 776 a. C. y el 393 d. C. Aunque las leyendas griegas sugieren que los juegos se celebraban incluso antes, en el siglo XI o X a. C. , en la Edad de Bronce, no hay registros antes de los juegos organizados durante las fiestas de Zeus de 776 a. C. Al principio se celebraban cada cuatro años y a mediados de «gran año» (el gran año era un sistema de los antiguos griegos para diferenciar entre años solares y lunares).
Se construyeron tres estadios. El primero se erigió durante el periodo arcaico. Se utilizaba sobre todo para celebrar juegos entre las ciudades-estado griegas de la zona próxima. El segundo estadio se construyó al este del primero con la intención de ampliar el número de pruebas. También se construyó una pista de carreras cerca de una colina que servía como graderío para el público. El tercer estadio se erigió principalmente para albergar a un gran número de asistentes. A lo largo de los taludes que rodean el estadio hay varias fuentes de bronce que no sólo servían para suministrar agua, también se utilizaban como ofrendas votivas.
Como se ha mencionado, se cree que los Juegos Olímpicos comenzaron en 776 a. C. Los reyes Ífito de Elis, Licurgo de Esparta y Cleóstenes de Pisa acordaron una tregua para hacer posible la participación de las ciudades-estado. La tregua garantizaba el cese de las hostilidades entre las tres ciudades y la suspensión de las ejecuciones durante la duración de los juegos. A partir de las listas de vencedores de esos Juegos Olímpicos sabemos que atrajeron participantes de distintas partes del mundo, algunas tan remotas como Sicilia y el Norte de África.
Hacia mediados del siglo VII a. C., se comenzó la construcción de 16 columnas con estatuas de bronce en honor a Zeus, antes de entrar al pórtico de roca del estadio. El dinero para su construcción provenía de las multas impuestas a los atletas que no respetaban las reglas. Se tienen registros de un atleta que sobornó a 3 púgiles, y de otro que abandonó su última carrera. Además, en ellas venía el nombre del  atleta y de su ciudad de origen. Ninguna se conserva.
Para las mujeres se celebraban los Juegos Hereos, en honor de Hera, reina de los dioses y esposa de Zeus. 
Las Olimpiadas de la Antigüedad se celebraron por última vez en el año 393 de la era cristiana, ya que después el emperador romano Teodosio I prohibió todo acto pagano y cualquier tipo de actividad en los santuarios.
En 1989, el sitio arqueológico de Olimpia, incluyendo su estadio, fue declarado Patrimonio de la Humanidad por la Unesco.
Durante los Juegos Olímpicos de Atenas 2004, en el estadio se celebraron las pruebas de atletismo.